# Megaphragma
Megaphragma — рід паразитичних перетинчастокрилих комах родини трихограматид (Trichogrammatidae)
. Megaphragma є паразитоїдами комах. Два види — Megaphragma caribea та Megaphragma mymaripenne, вважаються одними з найменших комах у світі. Їхні дорослі особини сягають завдовжки 170 та 200 мкм.

## Види
- Megaphragma aligarhensis
- Megaphragma amalphitanum
- Megaphragma anomalifuniculi
- Megaphragma caribea
- Megaphragma decochaetum
- Megaphragma deflectum
- Megaphragma longiciliatum
- Megaphragma macrostigmum
- Megaphragma magniclava
- Megaphragma mymaripenne
- Megaphragma polychaetum
- Megaphragma priesneri
- Megaphragma stenopterum
- Megaphragma striatum